# Cytherelloidea paratewarii
Cytherelloidea paratewarii is een mosselkreeftjessoort uit de familie van de Cytherellidae. De wetenschappelijke naam van de soort is voor het eerst geldig gepubliceerd in 1974 door Swain & Gilby.